# Districtul Scheibbs
Districtul Scheibbs este situat în regiunea Mostviertel din landul Niederösterreich, Austria.

## Comunități
- Gaming
  - Altenreith, Brettl, Gaming, Gamingrotte, Hofrotte, Holzhüttenboden, Kienberg, Lackenhof, Langau, Maierhöfen, Mitterau, Nestelberg, Neuhaus, Pockau, Polzberg, Rothwald, Steinwand, Taschelbach, Trübenbach, Zürner
- Göstling an der Ybbs
  - Eisenwiesen, Göstling an der Ybbs, Großegg, Hochreit, Königsberg, Lassing, Mendling, Oberkogelsbach, Pernegg, Steinbachmauer, Stixenlehen, Strohmarkt, Ybbssteinbach
- Gresten
  - Gresten, Ybbsbachamt
- Gresten-Land
  - Oberamt, Obergut, Schadneramt, Unteramt
- Lunz am See
- Oberndorf an der Melk
  - Altenmarkt, Bach, Baumbach, Diendorf, Dörfl, Dürrockert, Eck, Edlach, Ganz, Gries, Grub, Gstetten, Hameth, Hasenberg, Holzwies, Koppendorf, Lehen, Lingheim, Listberg, Maierhof, Melk, Oberdörfl, Oberhub, Oberndorf an der Melk, Oberschweinz, Ofenbach, Perwarth, Pfoisau, Pledichen, Reitl, Rinn, Schachau, Scheibenbach, Scheibenberg, Steg, Straß, Strauchen, Sulzbach, Unterdörfl, Unterhub, Unterschweinz, Waasen, Weg, Weissee, Wiedenhof, Wies, Wildengraben, Wildenmaierhof, Zehethof, Zehethof, Zimmerau
- Puchenstuben
  - Am Sulzbichl, Bergrotte, Brandeben, Brandgegend, Buchberg, Gösing an der Mariazellerbahn, Laubenbach, Puchenstuben, Schaflahn, Sulzbichl, Waldgegend
- Purgstall an der Erlauf
  - Ameishaufen, Edelbach bei Purgstall, Erb, Feichsen, Föhrenhain, Gaisberg, Galtbrunn, Gimpering, Haag, Harmersdorf, Heidegrund, Hochrieß, Höfl, Koth, Kroißenberg, Mayerhof, Nottendorf, Öd bei Purgstall, Petzelsdorf, Pögling, Purgstall, Reichersau, Rogatsboden, Schauboden, Sölling, Söllingerwald, Stock, Unternberg, Weigstatt, Weinberg, Zehnbach
- Randegg
  - Franzenreith, Graben, Hinterleiten, Hochkoglberg, Mitterberg, Perwarth, Puchberg bei Randegg, Randegg, Schliefau, Steinholz
- Reinsberg
  - Buchberg, Kerschenberg, Reinsberg, Robitzboden, Schaitten
- Scheibbs
  - Brandstatt, Fürteben, Ginning, Ginselberg, Heuberg, Hochbruck, Lueggraben, Miesenbach, Neubruck, Neustift, Saffen, Scheibbs, Scheibbsbach, Schöllgraben
- Sankt Anton an der Jeßnitz
  - Anger, Gabel, Gärtenberg, Gnadenberg, Grafenmühl, Gruft, Hochreith, Hollenstein, Kreuztanne, St. Anton an der Jeßnitz, Wohlfahrtsschlag
- Sankt Georgen an der Leys
  - Ahornleiten, Bach, Bichl, Dachsberg, Forsthub, Gries, Kandelsberg, Kreuzfeld, Kröll, Maierhof, Mitteröd, Oedwies, Ramsau, Schießer, St. Georgen an der Leys, Wiesmühl, Windhag, Zwickelsberg
- Steinakirchen am Forst
  - Altenhof, Amesbach, Brandstatt, Dürnbach, Edelbach, Edla, Ernegg, Felberach, Götzwang, Haberg, Hausberg, Kerschenberg, Kleinreith, Knolling, Lonitzberg, Oberstampfing, Ochsenbach, Oed bei Ernegg, Oedt, Reith bei Weinberg, Schollödt, Schönegg, Steinakirchen am Forst, Straß, Stritzling, Unterstampfing, Windpassing, Zehetgrub, Zehethof
- Wang
  - Berg, Ewixen, Griesperwarth, Grieswang, Höfling, Hofweid, Kaisitzberg, Lehmgstetten, Mitterberg, Nebetenberg, Pyhrafeld, Pyhrafeld, Reidlingberg, Reidlingdorf, Reitering, Schlott, Straß, Thurhofwang, Wang
- Wieselburg
- Wieselburg-Land
  - Bauxberg, Berging, Bodensdorf, Brandstetten, Breitenschollen, Brunning, Dürnbach, Forst am Berg, Furth, Galtbrunn, Großa, Grub, Gumprechtsfelden, Haag, Hart, Holzhäuseln, Hörmannsberg, Kaswinkel, Köchling, Kratzenberg, Krügling, Leimstetten, Marbach an der Kleinen Erlauf, Moos, Mühling, Neumühl, Oed am Seichten Graben, Oed beim Roten Kreuz, Pellendorf, Plaika, Schadendorf, Sill, Ströblitz, Unteretzerstetten, Wechling, Weinzierl
- Wolfpassing
  - Buch, Dörfl, Etzerstetten, Figelsberg, Fischerberg, Hofa, Keppelberg, Klein-Erlauf, Krottenthal, Linden, Loisingm, Stetten, Thorwarting, Thurhofglasen, Wolfpassing, Zarnsdorf